# Expérimentation sur la syphilis au Guatemala
De 1946 à 1948, une expérimentation américaine sur la syphilis a été réalisée au Guatemala. L'administration Truman et le président Juan José Arévalo, avec la coopération de certains responsables guatémaltèques, autorisèrent l'inoculation par des médecins de la syphilis et d'autres maladies sexuellement transmissibles à des soldats, prostituées, prisonniers, malades mentaux et des noirs sans leur consentement. La plupart des sujets ont été traités avec des antibiotiques (pénicilline), mais 83 « patients » en sont morts.

## Postérité
En octobre 2010, notamment à la suite de la mise en lumière par Susan Mokotoff Reverby de cette expérimentation, les États-Unis ont officiellement présenté leurs excuses au Guatemala. 
La Presidential Commission for the Study of Bioethical Issues rédigea en septembre 2011 un rapport sur l’étude et dénonçait des actes extrêmement abusifs. Sur 1 308 sujets exposés à une MST, seuls 678 ont une trace de traitement .
Un article de la revue Nature du 8 février 2012 revient sur cette expérience et ses conséquences.

## Procès
Une première action en justice contre le gouvernement a eu lieu en mars 2011, au nom des familles guatémaltèques affectées par ces expériences. Les victimes réclamaient des dommages et intérêts notamment pour payer les traitements médicaux, la plupart étant très pauvres. Le fait que ces expériences ont été menées sans le consentement des gens était reproché aux responsables du Département de la Santé et des Services sociaux des États-Unis et de l'Organisation panaméricaine de la santé. L’affaire fut rejetée en vertu du principe d’immunité souveraine .
En avril 2015, un deuxième procès fut lancé, cette fois contre des entités privées qui sont intervenus dans les recherches: l'Université Johns-Hopkins, la Fondation Rockefeller et Bristol-Myers Squibb. Il s'agit d'une plainte au nom de l'Alien Tort Statute (en), loi permettant aux étrangers d'aller à un tribunal fédéral pour une violation des lois internationales.
En janvier 2019, la justice américaine décide que Bristol-Myers Squibb, l'université Johns Hopkins et la Fondation Rockefeller soient jugés pour leur rôle dans cette affaire.